# Michelle Yeoh
Michelle Yeoh Choo-Kheng (Chinees: 楊紫瓊) (Ipoh, Maleisië, 6 augustus 1962) is een Maleisisch-Chinese actrice. Voor haar rol in Crouching Tiger, Hidden Dragon werd ze genomineerd voor onder meer een BAFTA Award en een Saturn Award. Voor haar rol in Everything Everywhere All at Once won ze onder andere een Oscar.
In het westen is ze onder meer bekend door haar rollen als Chinees agente Wai Lin in de James Bondfilm Tomorrow Never Dies en als Yu Shu Lien in Crouching Tiger, Hidden Dragon.

## Biografie
Yeoh (uitgesproken als "jou") ging op haar vierde op balletles. In 1980 vertrok ze naar Verenigd Koninkrijk om lessen te nemen op de Royal Academy of Dance. In haar tienerjaren deed ze ook veel aan sport, waaronder atletiek, squash, zwemmen en duiken. Ze droomde van een danscarrière, maar na een rugblessure moest ze plannen in die richting opgeven. In 1983 keerde Michelle terug naar haar geboorteland Maleisië. Daar werd ze in datzelfde jaar Miss Malaysia en vertegenwoordigde ze haar land bij de Miss World-verkiezingen. Daarna werd ze gevraagd voor een reclamespotje met Jackie Chan, waarmee ze de aandacht trok van de filmwereld. Ze ging naar Hongkong, waar ze werkte als model en in reclamefilmpjes met Jackie Chan en Chow Yun-Fat. Yeoh is getrouwd met Jean Todt.
Ze spreekt drie talen: Maleis, Engels en Kantonees, hoewel ze die laatste taal niet kan lezen. In 2001 ontving ze van de sultan van Perak (een van de dertien deelstaten van Maleisië en Yeohs geboortestaat) de titel Dato', vergelijkbaar met de ridder-titel in Nederland.

## Filmcarrière
Haar eerste rolletje had ze in 1984 in de film Owl vs. Dumbo van regisseur Sammo Hung Kam-Bo. Een jaar later speelde ze, samen met de Amerikaanse Cynthia Rothrock, de hoofdrol in Police Assassins. In haar eerste films gebruikte ze de naam Michelle Kahn. Na nog twee films stopte ze in 1988 met haar werk, toen ze trouwde met filmproducent Dickson Poon. Drie jaar later scheidde ze van hem en vervolgde ze haar acteercarrière.
Haar eerste film na de scheiding was Police Story 3: Supercop (1992), met Jackie Chan. Deze film speelde zich gedeeltelijk af in haar geboorteland Maleisië. Hoewel ze geen echte gevechtstraining volgde, kan ze door haar jarenlange danstrainingen toch vrijwel al haar stuntwerk zelf doen. Ze was dan ook een van de eerste vrouwen die van Jackie Chan haar eigen stuntwerk in zijn films mocht doen. In 1993 speelde ze in de superheldinnenfilm The Heroic Trio, samen met Anita Mui en Maggie Cheung. Datzelfde jaar was ze ook te zien in de Jet Li-film The Tai-Chi Master. In 1994 speelde ze Yim Wing Chun in een biografische film over de uitvindster van de Chinese vechtkunst Wing Chun.
In 1997 speelde ze haar wellicht bekendste rol: die van de aan James Bond gewaagde Chinese geheim agente Wai Lin in de Bondfilm Tomorrow Never Dies. Een andere grote rol was die van Yu Shu Lien in Ang Lees Crouching Tiger, Hidden Dragon (2000). In 2002 produceerde ze haar eerste film: The Martial Touch (of The Touch) met zichzelf in de hoofdrol. Hiervoor richtte ze haar eigen productiemaatschappij op, Mythical Films genaamd. Doordat ze geen tijd vrij kon maken, moest ze de rol van Seraph in de twee The Matrix-vervolgen aan zich voorbij laten gaan. In 2005 speelde ze in de Hollywood-productie Memoirs of a Geisha. In 2008 speelde naast onder anderen Chow Yun-Fat in The Children of Huang Shi en naast Brendan Fraser en Jet Li in The Mummy: Tomb of the Dragon Emperor.
Na een opleving van haar carrière, door haar rol in Star Trek: Discovery, kreeg ze veel lof voor haar vertolking van een overweldigde vrouw die door het multiversum navigeert in de sciencefictionfilm Everything Everywhere All at Once uit 2022. Ze won een Golden Globe Award, een Screen Actors Guild Award en de Oscar voor beste vrouwelijke hoofdrol. Ze werd op 12 maart 2023 de eerste vrouw van Aziatische afkomst die een Oscar ontving.

## Beknopte filmografie

### Films
- 1985: Police Assassins als politie-inspecteur Ng
- 1986: In the Line of Duty als CID-agente Michelle Yip
- 1987: Easy Money als Michelle Yeung
- 1987: Magnificent Warriors als Fok Ming-Ming
- 1992: Police Story 3: Supercop als Interpol-directeur Jessica Yang
- 1993: Butterfly and Sword als zuster Ko
- 1993: The Heroic Trio als superheldin 'de onzichtbare vrouw'
- 1993: The Tai Chi Master als Siu Lin
- 1994: Wing Chun als Yim Wing Chun
- 1996: The Stunt Woman als Ah Kam
- 1997: The Soong Sisters Madam Kung
- 1997: Tomorrow Never Dies als Chinees geheim-agente Wai Lin
- 1999: Moonlight Express als Sis
- 2000: Crouching Tiger, Hidden Dragon als Yu Shu Lien
- 2002: The Martial Touch als Pak Yin Fay
- 2004: Silver Hawk als superheldin Silver Hawk
- 2005: Memoirs of a Geisha als Mameha
- 2007: Sunshine als Corazon
- 2008: Far North als Saiva
- 2008: The Children of Huang Shi als Mevr. Wang
- 2008: The Mummy: Tomb of the Dragon Emperor als Zi Juan
- 2008: Purple Mountain
- 2008: Babylon A.D. als Rebeka
- 2010: True Legend als Dr. Yu
- 2010: Reign of Assassins als Zeng Jing
- 2011: Kung Fu Panda 2 als Soothsayer (stem)
- 2011: The Lady als Aung San Suu Kyi
- 2013: Final Recipe als Julia
- 2016: Mechanic: Resurrection als Mae
- 2016: Morgan als Dr. Lui Cheng
- 2017: Guardians of the Galaxy Vol. 2 als Aleta Orord (cameo)
- 2018: Crazy Rich Asians als Eleanor Young
- 2018: Master Z: The Ip Man Legacy als Sis Ha
- 2019: Last Christmas as Santa
- 2021: Boss Level als Dai Feng
- 2021: Gunpowder Milkshake als Florence
- 2021: Shang-Chi and the Legend of the Ten Rings als Ying Nan
- 2022: Everything Everywhere All at Once als Evelyn Wang
- 2022: Minions: The Rise of Gru als Master Chow (stem)
- 2024: Wicked - als Madame Morrible

### Televisieseries
- 2015: Strike Back als Mei Foster/Li-Na
- 2016: Marco Polo als Lotus
- 2017: Star Trek: Discovery als Philippa Georgiou (2017-heden)
- 2022: Ark: The Animated Series als Mei-yin Li (stem)